# Mila Ròdino
Mila Ròdino, búlgar: Мила Родино AFI [ˈmiɫɐ ˈrɔdino], traduït com a "Estimada pàtria" o "Estimada terra natal", és l'actual himne nacional de Bulgària. Es basa en la música i el text de la cançó Gorda Stara Planinà búlgar: Горда Стара планина, ("Orgullosa Serralada dels Balcans") de Tsvetan Radoslàvov, escrit i compost després de la seva participació en la guerra serbobúlgara en 1885. L'himne va ser adoptat el 1964. El text ha estat canviat moltes vegades. L'últim canvi és del 1990.
Entre 1886 i 1947, l'himne nacional búlgar fou Xumí Maritsa,búlgar: Шуми Марица; de 1951 a 1964, fou "Bulgària meva, terra d'herois" (Balgàrio mila, zemià na gueroi búlgar: Българийо мила, земя на герои; en el breu període entre aquests dos, ho fou la marxa Repúbliko naixa, zdravei! búlgar: Републико наша, здравей! ("República nostra, amunt!")

## Versió actual de l'himne
| Мила Родино Горда Стара планина, до ней Дунава синей, слънце Тракия огрява, над Пирина пламеней. Припев: Мила Родино, ти си земен рай, твойта хубост, твойта прелест, ах, те нямат край. | Mila Ròdino Gorda Stara planinà, do nei Dúnava sinei, sluntse Tràkia ogriava, nad Pirina plamenei, Prípev: Mila Ròdino, ti si zemen rai, tvoita húbost, tvoita prèlest, ah, te niamat krai. | Estimada pàtria Orgullosa Muntanya Vella, al costat del Danubi blau, el Sol il·lumina Tràcia, brillant sobre les Pirin. Tornada: Estimada Pàtria, ets un paradís terrenal, la teva bellesa i encant, ah, no tenen fi. (bis) |

## Altres versions del text
Text original de Tsvetan Radoslàvov
| Мила Родино | Mila Ròdino | Estimada Pàtria |
| --- | --- | --- |
| Горда стара планина, до ней север се синей Слънце Витош позлатява към Цариград се белей. Припев: Мила Родино, ти си земен рай, твойта хубост, твойта прелест, ах, те нямат край. Хайде братя българи, към Балкана да вървим. Там се готви бой юнашки, за свобода, правдини. Припев: Мила... | Gorda Stara planinà, do nei sever se sinei Slantse Vitoix pozlatiava kam Tsàrigrad se belei. Prípev: (dos cops) Mila Ròdino, ti si zemen rai, tvoita húbost, tvoita prélest, ah, te niamat krai. Haide bràtia bàlgari, kam Balkana da varvim. Tam se gotvi boi iunaixki, za svobodà, pravdiní. Prípev: Mila... | Orgullosa Stara planinà, prop d'ella el nord espurneja, el Sol daura Vitoixa cap a Tsàrigrad brilla el blanc. Tornada: Estimada Pàtria, ets el paradís a la terra, la teva bellesa, el teu encant, ah, no tenen fi. Veniu, germans búlgars cap als Balcans. S'està preparant una batalla, per la llibertat i la justícia. Tornada:Estimada... |

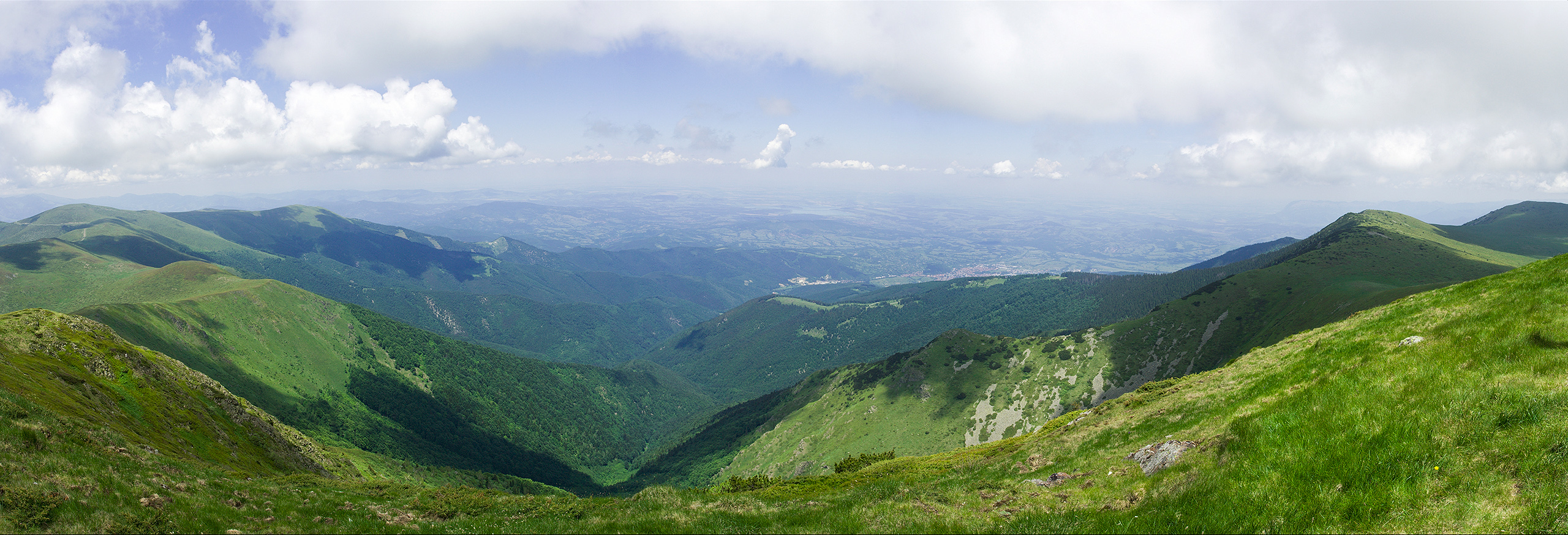
Orgullosa Serralada dels Balcans…
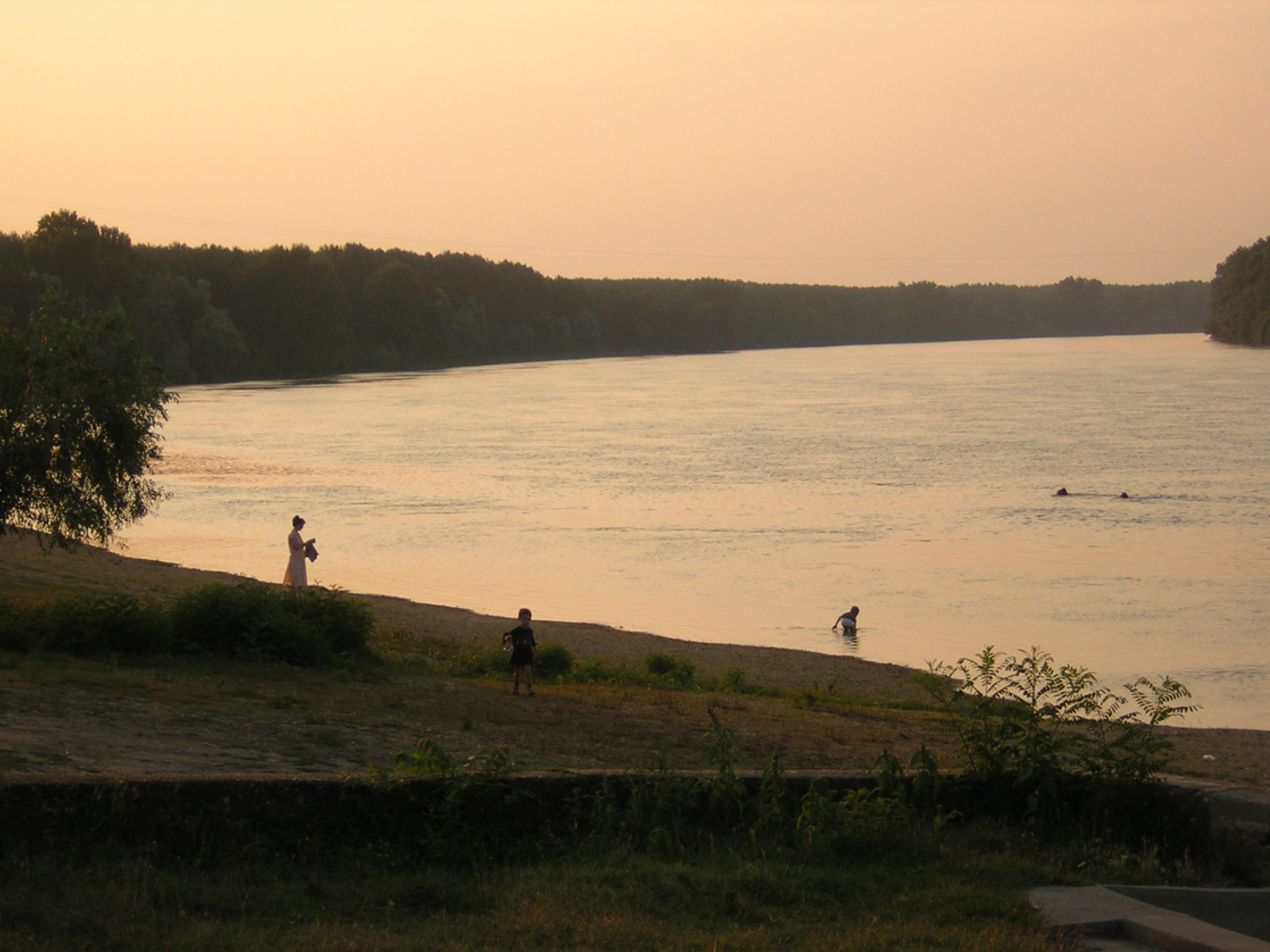
… prop d'ella el Danubi espurneja…
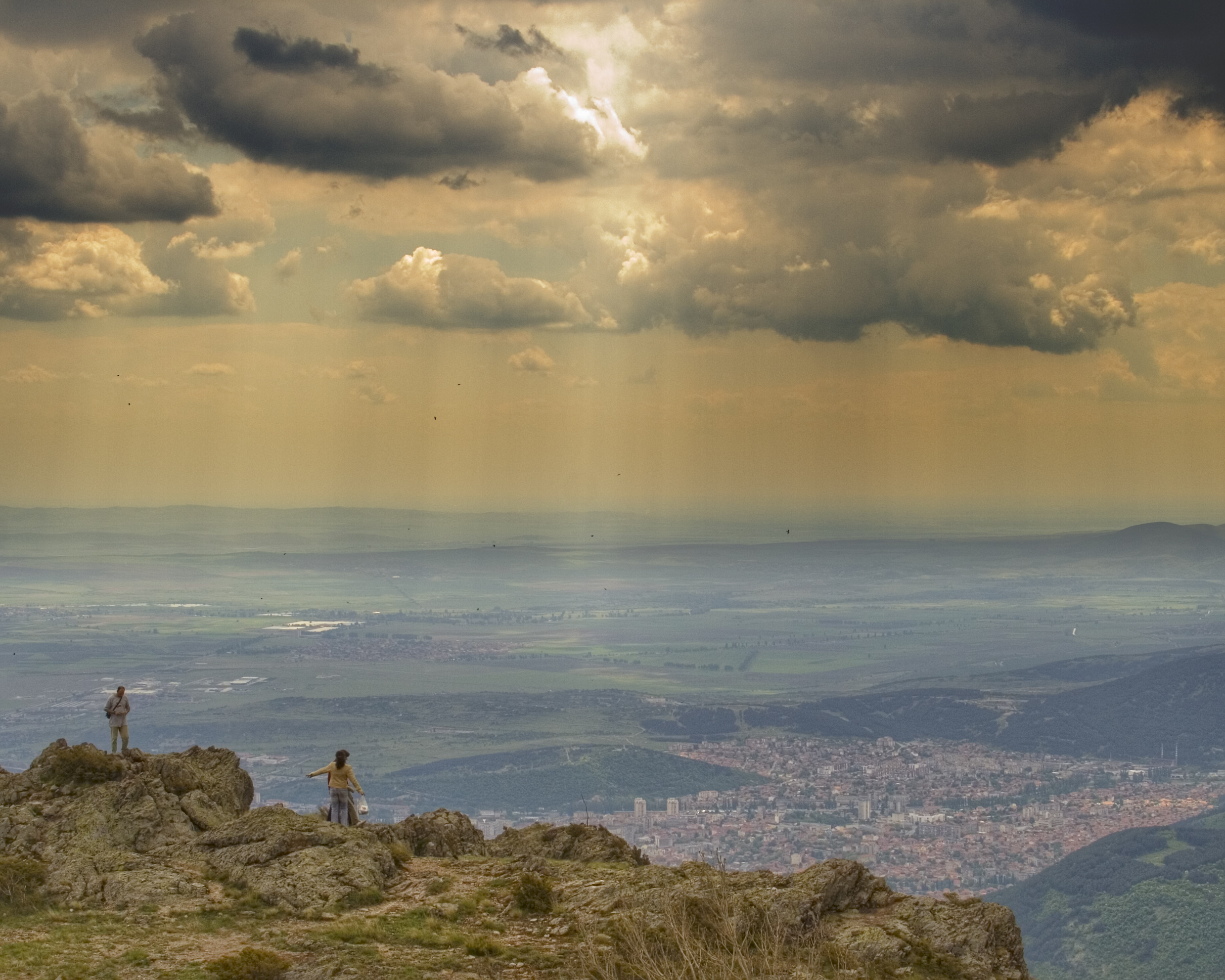
… el Sol brilla sobre Tràcia…
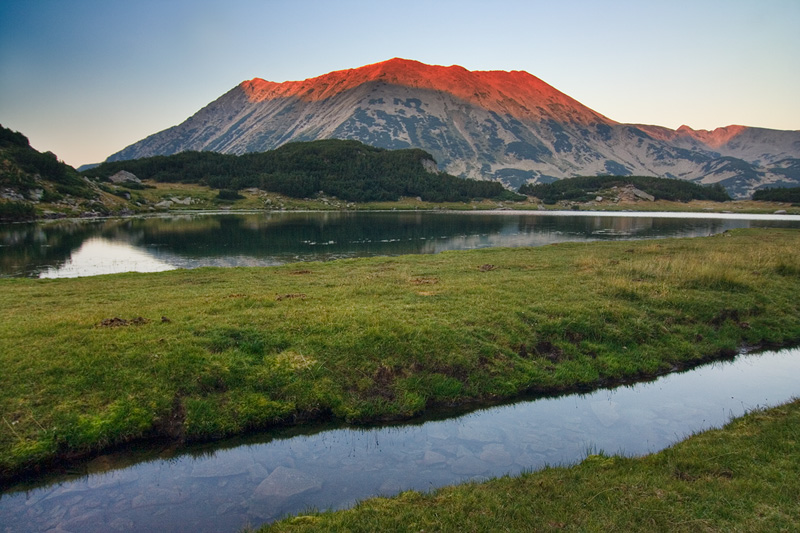
… i esclata sobre les Pirin.

Quan la cançó va ser acceptada com a himne nacional búlgar el 1964, es va eliminar l'última estrofa i se'n van afegir dues més,
que després del 1990 van ser suprimides:
| Паднаха борци безчет за народа наш любим, майко, дай ни мъжка сила пътя им да продължим. Дружно братя българи, с нас Москва е в мир и бой, партия велика води, нашият победен строй. | Pàdnaha bortsí beztxet za naroda naix liubim, maiko, dai ni majka sila patja im da prodaljim Drujno bràtia bàlgari s nas Moskvà e v mir i bou, pàrtia velika vodi nàixiat pobeden stroi | Incomptables combatents han caigut per la nostra estimada nació, mare, dona'ls una força viril per continuar llur camí Germans búlgars units Moscou és amb nosaltres, en la pau i en la guerra condueix un gran partit el nostre victoriós règim. |

## Història

### Creació
La cançó va ser creada pel compositor Tsvetan Radoslàvov en 1885 després de la seva participació en la guerra serbobúlgara. Es va inspirar a crear la cançó, basada en els seus poemes, quan va veure estudiants serbis cantant la seva pròpia cançó patriòtica en el seu viatge a casa.Va ser impresa per primera vegada el 1895 a la Part I del "Llibre de text de música" de K. Mahan.

### Adopció com a himne nacional
A la dècada de 1960, després del procés de desestalinització, el poeta Gueorgui Djagàrov va començar un esforç per reemplaçar l'himne anterior, que incloïa referències a Stalin i perquè la lletra de l'himne era similar a l'himne nacional soviètic. Després de discutir amb Tòdor Jívkov, Secretari General del Partit Comunista Búlgar, aquest va acceptar la idea, i aviat, pel l'ordre núm. 1093, el 29 de març de 1962, el Consell de Ministres va endegar un concurs per a la lletra i la música del nou himne, amb el termini per a la presentació de lletres que finalitzava l'1 de maig de 1963 i l'1 de novembre de 1963 per a la música. La composició del comitè per al nou himne va ser seleccionada pel mateix Jívkov; la lletra del nou himne havia d'estar finalitzada l'1 de setembre de 1963, i la música l'1 de març de 1964. El Consell de Ministres també va nomenar un elenc d'experts per examinar els projectes presentats per endavant i treure el màxim partit de les propostes de debat amb la comissió.
Després de la presentació de les propostes de lletres i de música, cap d'elles no els satisfeia, de manera que van acceptar el consell de Gueorgii Djagàrov d'utilitzar "Mila Rodino" com a música del nou himne. La composició de les lletres va ser assignada a Gueorgi Djagàrov i Dimítar Metódiev, mentre que la melodia de l'himne va ser revisada amb una major harmonització per Fílip Kútev i Aleksàndar Ràitxev.
Durant la composició de la lletra, Gueorgui Djagàrov no estava especialment orgullós de la seva creació. Va preferir l'himne sense les mencions de la Unió Soviètica i el lideratge del Partit Comunista Búlgar a la tercera estrofa de l'himne. Una versió alternativa de la tercera estrofa es pot trobar al manuscrit de Djagàrov:
Дружно, братя българи!
Греят нови върхове,
Знамето над нас се вее
и на подвиг ни зове.
(traducció)
Veniu, germans búlgars!
Els nous cims brillen
La bandera oneja sobre nosaltres
i a una gesta ens crida.
La composició final de la lletra va consitir en el primer vers original i en el cor de l'himne de Tsvetan Radoslàvov, i els dos nous versos, on el segon vers conté referències a la la independència de Bulgària i a la lluita contra el feixisme en la Segona Guerra Mundial, i el tercer vers conté referències a la Unió Soviètica /RSFSR, al Partit Comunista de la Unió Soviètica, i al Partit Comunista de Bulgària.
El 8 de setembre de 1964, Mila Ròdino fou finalment confirmat pel Presidium de l'Assemblea Nacional, amb el Decret No. 534, com l'himne nacional de Bulgària. La primera interpretació de la cançó com a himne nacional de Bulgària es va fer el 9 de setembre de 1964, el vintè aniversari del cop d'estat a Bulgària del 9 de setembre de 1944.

## Crítica
La cançó ha estat criticada diverses vegades, tant per l'origen de la melodia com pels canvis polítics de les lletres.
El 1964, abans de l'aprovació de "Mila Ròdino" com a himne nacional, la decisió es va trobar amb la resistència de Petko Stàinov. Stàinov argumentava que la melodia era jueva (asquenazita) i això feia que la cançó no fos apta per ser l'himne de Bulgària. Dobri Hristov contrastà l'argument, afirmant que hi ha centenars de melodies en cançons búlgars que són manllevades d'altres pobles i que s'han convertit en una part integral del patrimoni musical búlgar. Jívkov no accepta les seves al·legacions, rellevà Stàinov del comitè format per músics i poetes i "Mila Ròdino" es convertí en himne nacional.

## Propostes per a un nou himne
Durant la discussió sobre la nova constitució de Bulgària a la VII Assemblea Nacional, es presentaren algunes propostes per a un nou himne. Les propostes incloïen Xumí Maritsa, búlgar: Шуми Марица ("Boscos de Maritsa"), l'himne nacional búlgar de 1886 fins a 1947, i Varví, narode vazrodeni (búlgar: Върви, народе възродени, ("Vés-hi, poble reviscolat"),l'himne búlgar de totes les escoles.
La més recent fou la petició de l'escriptor Nikola Indjov per canviar l'himne de Bulgària a Varví, narode vazrodeni.